# Jaegeria
Jaegeria  Kunth, 1818 è un genere di piante spermatofite dicotiledoni appartenenti alla famiglia delle Asteraceae. È l'unico genere della sottotribù Jaegeriinae Panero, 2005.

## Etimologia
Il nome del genere (Jaegeria) è stato definito dal botanico germanico Carl Sigismund Kunth  (1788-1850) nella pubblicazione "Nova Genera et Species Plantarum - 4(18): 218" del 1818, mentre il nome scientifico della sottotribù, derivato al suo unico genere, è stato definito per la prima volta dal botanico americano José L. Panero nella pubblicazione "Phytologia; Designed to Expedite Botanical Publication. New York - 87(1): 11" nel 2005.

## Descrizione
Le specie di questo genere sono delle erbe annuali o perenni, alcune sono acquatiche; in alcune specie gli steli sono fistolosi e presentano dei radicamenti ai nodi.
Le foglie lungo il caule sono disposte in modo opposto, sono picciolate o sessili. La lamina ha una forma da lanceolata a ovata; la superficie è percorsa da 3 - 5 nervi.
I capolini di tipo radiato, disposti in posizione terminale o ascellare, sono solitari o raggruppati in cime panicolate. I capolini sono formati da un involucro a forma da campanulata a emisferica composto da diverse squame (o brattee) disposte su una serie al cui interno un ricettacolo da piatto a convesso, e provvisto di pagliette, fa da base ai fiori di due tipi: quelli esterni del raggio e quelli più interni del disco. Le squame sono subuguali e a consistenza erbacea; quelle più interne hanno gli apici trilobati, con ali ialine e cigliate e avvolgono gli acheni dei fiori del raggio e gli ovarii. Il ricettacolo ha una forma da convessa a conica poco profonda.
Formula fiorale: per queste piante viene indicata la seguente formula fiorale:
* K 0/5, C (5), A (5), G (2), infero, achenio
I fiori sono tetraciclici (a cinque verticilli: calice – corolla – androceo – gineceo) e pentameri (ogni verticillo ha 5 elementi). I fiori del raggio sono femminili (fertili o sterili), le corolle sono colorate di giallo o bianco sfumato di rosa. I fiori del disco sono ermafroditi con corolle colorate da giallo a giallo-verdastro, qualche volta sono contrassegnate di porpora; in alcuni casi le corolle sono tetramere.  Il calice è ridotto ad una coroncina di squame.
L'androceo è formato da 5 stami con filamenti liberi, pelosi e antere saldate in un manicotto circondante lo stilo.  Le antere hanno una forma ovata e sono provviste (oppure no) di tricomi ghiandolosi.
Il gineceo ha un ovario uniloculare infero formato da due carpelli..  Gli stigmi possiedono delle superfici stigmatiche parallele, gli apici sono da acuti a ottusi ed hanno delle piccole appendici.
I frutti sono degli acheni senza pappo. L'achenio è a forma clavata e obovoide, la superficie è nera e glabra.

## Biologia
- Impollinazione: l'impollinazione avviene tramite insetti (impollinazione entomogama).
- Riproduzione: la fecondazione avviene fondamentalmente tramite l'impollinazione dei fiori (vedi sopra).
- Dispersione: i semi cadendo a terra sono successivamente dispersi soprattutto da insetti tipo formiche (disseminazione mirmecoria).

## Distribuzione e habitat
L'habitat tipico per queste specie sono gli ambienti neotropicali del Messico e dell'America del Sud.

## Tassonomia
La famiglia di appartenenza del genere (Asteraceae o Compositae, nomen conservandum) è la più numerosa del mondo vegetale, comprende oltre 23000 specie distribuite su 1535 generi (22750 specie e 1530 generi secondo altre fonti). La sottofamiglia Asteroideae è una delle 12 sottofamiglie nella quale è stata suddivisa la famiglia Asteraceae, mentre Millerieae è una delle 21 tribù della sottofamiglia. La tribù Millerieae a sua volta è suddivisa in 8 sottotribù (Jaegeriinae è una di queste).

### Filogenesi
Tradizionalmente questo genere è descritto all'interno della sottotribù Galinsoginae Benth. & Hook, 1873 (tribù Heliantheae). In seguito ad analisi sul DNA il genere è stato scorporato per costituire una sottotribù autonoma. Da un punto di vista filogenetico il genere, e quindi la sottotribù, è “gruppo fratello” del clade contenente le seguenti sottotribù della tribù Millerieae: Milleriinae, Desmanthodiinae, Espeletiinae e Galinsoginae.

Il numero cromosomico delle specie di questo genere è: 2n = 18.

### Composizione del genere
Il genere comprende 11 specie qui sotto descritte.

- Jaegeria axillaris S.F.Blake
- Jaegeria bellidiflora (Moc. & Sessé ex DC.) A.M.Torres & Beaman
- Jaegeria glabra  (S.Watson) B.L.Rob.
- Jaegeria gracilis  Hook.f.
- Jaegeria hirta  (Lag.) Less.
- Jaegeria macrocephala  Less.
- Jaegeria pedunculata  Hook. & Arn.
- Jaegeria purpurascens  B.L.Rob.
- Jaegeria standleyi  (Steyerm.) B.L.Turner
- Jaegeria sterilis  McVaugh
- Jaegeria uliginosa  (Sw.) Spreng.

### Sinonimi
L'entità di questa voce ha avuto nel tempo diverse nomenclature. L'elenco seguente indica alcuni tra i sinonimi più frequenti:
- Heliogenes Benth. 
- Aganippea  Moc. ex Sessé ex DC. 
- Macella  K.Koch